# Leif Davidsen
Leif Davidsen född 25 juli 1950 i Otterup på Fyn i Danmark, är en dansk journalist och författare.
Davidsen avslutade sina studier vid Danmarks Journalisthøjskole 1976. Under perioden 1984 till 1988 var han Danmarks Radios korrespondent i Moskva. Han arbetade senare i DR-TV som utrikesjournalist och programredaktör. Sedan 1999 arbetar han som frilansjournalist.
Utanför Danmark är Davidsen mest känd som en thrillerförfattare.